# Club Baloncesto Granada
Il Club Baloncesto Granada è stata una squadra professionistica di pallacanestro della città di Granada, Andalusia, Spagna. Il CB Granada giocava nel ACB.

## Storia
Il Club Association Basketball Granada (C.A.B. Granada) fu fondato il 28 giugno 1994, succedendo così al Club Deportivo Oximesa scomparso per motivi economici.
Dopo la partecipazione per due anni nella Liga EBA (nella stagione 1995-96 era campione dopo aver vinto tutte le partite della fase finale), il 14 giugno 1996 il C.A.B. Granada acquistò il titolo e il diritto di partecipare alla Liga ACB del Club Salamanca Basketball.
Nella stagione 1998-99 retrocede nella Liga LEB, per ritornare in ACB nella stagione 2000-01. Nella stagione 2002-03 retrocede ancora ma ritorna nella massima categoria nella stagione 2003-04 dopo soltanto una stagione nella LEB.
La storia di questo club comincia a Salamanca, nel 1993, dove il club si è chiamato per tre anni come Club Salamanca Basketball, classificandosi per la Coppa Korać nell'ultima stagione; infatti nel 1996 la società ha cambiato nome, chiamandosi CAB Granada che esisteva già dal 1994. Ha partecipato alla Liga ACB, ma anche nella divisione inferiore di pallacanestro spagnola, Liga LEB. Il miglior piazzamento risale al momento nella stagione 2006-07, quando hanno chiuso in 11ª posizione della Liga ACB.
Il 5 maggio 2012 il club ha cessato di esistere.

## Presidenti e allenatori
- Carlos Marsa Valdeovilnos.
- Modesto Perez Gallego.
- Jose Luis Lopez Cantal.
- Jose Julian Romero.

- 1993-1996 Antonio Gomez Nieto
- 1994-1995 Antonio Gomez Nieto
- 1995-1996 Antonio Gomez Nieto
- 1996-1997 Jose Alberto Pesquera
- 1997-1998 Pedro Martínez, Antonio Gomez Nieto,
- 1998-1999 Miguel Angel Martin, David Cardenas, Inaki Iriarte
- 1999-2000 Inaki Iriarte, Kike Gutierrez, Jose Alberto Pesquera
- 2000-2001 Antonio Gomez Nieto
- 2001-2002 Antonio Gomez Nieto
- 2002-2003 Antonio Gomez Nieto, Sergio Valdeomillos
- 2003-2004 Sergio Valdeomillos
- 2004-2005 Sergio Valdeomillos
- 2005-2006 Sergio Valdeomillos
- 2006-2007 Sergio Valdeomillos
- 2007-2008 Sergio Valdeomillos
- 2008-2009 Trifon Ponch

## Palmarès

### Premi individuali
Campione gara di schiacciate Liga ACB
- Jerod Ward – 2003

## Cestisti
- Bud Eley 2004-2005